# Tellina reclusa
Tellina reclusa är en musselart som beskrevs av Dall 1900. Tellina reclusa ingår i släktet Tellina och familjen Tellinidae. Inga underarter finns listade i Catalogue of Life.